# Jappeloup de Luze
Jappeloup de Luze (ur. 1975, zm. 1991) – francuski wałach po ojcu kłusaku,  po matce pełnej krwi angielskiej był w latach 80. XX w. jednym z najlepszych skoczków w świecie.
Pierre Durand początkowo nie obiecywał sobie wiele po małym, mającym 158 cm w kłębie wałachu. Okazał się jednak koniem o wyjątkowej sile skoków. Ich wspólna kariera sportowa została zapoczątkowana w 1982 zdobyciem mistrzostwa Francji w skokach przez przeszkody. Błyskotliwa kariera Jappeloup została zachwiana przez „wjazd" w przeszkodę podczas olimpiady w 1984 w Los Angeles. Mimo porażki Durand dalej trenował z Jappeloup de Luze, co zaowocowało wywalczeniem 3. miejsca w Pucharze Świata, złota indywidualnie i srebra drużynowo podczas Mistrzostw Europy w 1987, oraz zdobyciem brązu drużynowo i złotego medalu w konkursie indywidualnym w skokach przez przeszkody na olimpiadzie w 1988 w Seulu.
Jappeloup zdobył podczas kariery sportowej wiele innych tytułów potwierdzając swoją wyjątkowość. W 1991 został oficjalnie wycofany ze sportu. Padł w 1991.
W 2013 w kinach pojawił się bardzo dobrze oceniony film „Jappeloup” (reż. Christian Duguay) ukazujący historię Jappeloup i Pierrea Duranda od początkowych trudności do olimpijskiego sukcesu.